# Strobilanthes vulpinus
Strobilanthes vulpinus är en akantusväxtart som beskrevs av Ridley. Strobilanthes vulpinus ingår i släktet Strobilanthes och familjen akantusväxter. Inga underarter finns listade i Catalogue of Life.